# Émile Molet
Pour les articles homonymes, voir Molet.
Émile "François" Molet, né à Beaurevoir dans l'Aisne, le 14 mars 1905 et exécuté par les Allemands au Mont Valérien, le 7 avril 1942, est un militaire français de la Seconde Guerre mondiale. Il était sergent-chef au sein de la 5e compagnie du 28e Régiment Régional et fut l'un des protagonistes, le 20 mai 1940, de l'exécution sommaire de 21 détenus transférés depuis la Belgique à Abbeville. Cet épisode est connu sous le nom de massacre d'Abbeville,,.

## Éléments biographiques
Émile Molet est né à Beaurevoir dans une famille d'exploitants agricoles. En 1925, il effectue son service militaire à Mayence au sein de la quatrième batterie du 313e régiment d'artillerie. Il est promu brigadier puis est affecté au 305e régiment d'artillerie à pied. Le 11 mai 1926, il est maréchal-des-logis. Il est démobilisé le 29 octobre 1926 et reprend son activité de cultivateur dans l'exploitation familiale. Le 14 septembre 1932, il épouse Paule Boulanger, le couple aura quatre enfants.
Durant la drôle de guerre, il est affecté à la Ligne Maginot avec le grade de sergent-chef de réserve. En septembre 1939, il rejoint la 101e batterie du 2e dépôt à Abbeville puis la 1re batterie, 5e compagnie, dernière unité du 28e Régiment Régional de Garde. Sous les coups de boutoir allemands, l'armée française est proche de la débâcle.
Dans la nuit du 19 au 20 mai 1940, trois autocars arrivent de Belgique via Dunkerque et Béthune à Abbeville. À bord des véhicules, un contingent de 78 détenus arrêtés administrativement par les autorités belges en raison de leurs accointances probables avec les Allemands et transférés depuis l'ancienne prison de Bruges vers la France. L'information se répand, il s'agit d'un convoi d'espions. L'armée française est sur le point de décrocher face à l'avancée allemande. Par commodité, les détenus sont enfermés pour la nuit sous le kiosque. Le lendemain matin, le capitaine Marcel Dingeon donne oralement l'ordre au sergent-chef Émile Molet de les exécuter tous. Lorsque René Caron  arrive sur place, les exécutions sommaires par groupes de trois ont déjà débuté, le lieutenant Caron laisse faire et selon la presse collaborationniste de l'époque, y prend même une part active,. Tandis que 21 personnes dont une femme ont déjà été passées par les armes, le lieutenant Jules Léclabart arrive à son tour avec l'ordre de retraite au sud de la Somme. Il s'interpose et exige de voir l'ordre écrit d'exécution que personne ne peut produire. « êtes-vous devenus fous? » s'écrie-t-il mettant un terme aux exécutions sommaires,.
En septembre 1941, Émile Molet est arrêté par des enquêteurs du SIPO-SD de Bruxelles qui veulent faire toute la lumière sur les mauvais traitements subis par Léon Degrelle à Béthune et sur l'exécution sommaire des "espions belges". Il est incarcéré à la prison d'Amiens puis transféré à la prison de Fresnes. Le 17 janvier 1942, il comparait au côté de René Caron, son supérieur direct, devant le conseil de guerre allemand du Groß-Paris. Les deux hommes sont condamnés à mort pour mauvais traitements infligés à des prisonniers et meurtres. Ils sont exécutés au Mont Valérien, le 7 avril 1942. Passé en zone libre, Marcel Dingeon s'était suicidé et était mort à l'hôpital militaire de Pau, le 21 janvier 1941,.
Émile Molet est tout d'abord inhumé au cimetière d'Ivry-sur-Seine puis sa dépouille est transférée au cimetière de Beaurevoir, le 11 décembre 1944.

## Lettres d'adieu

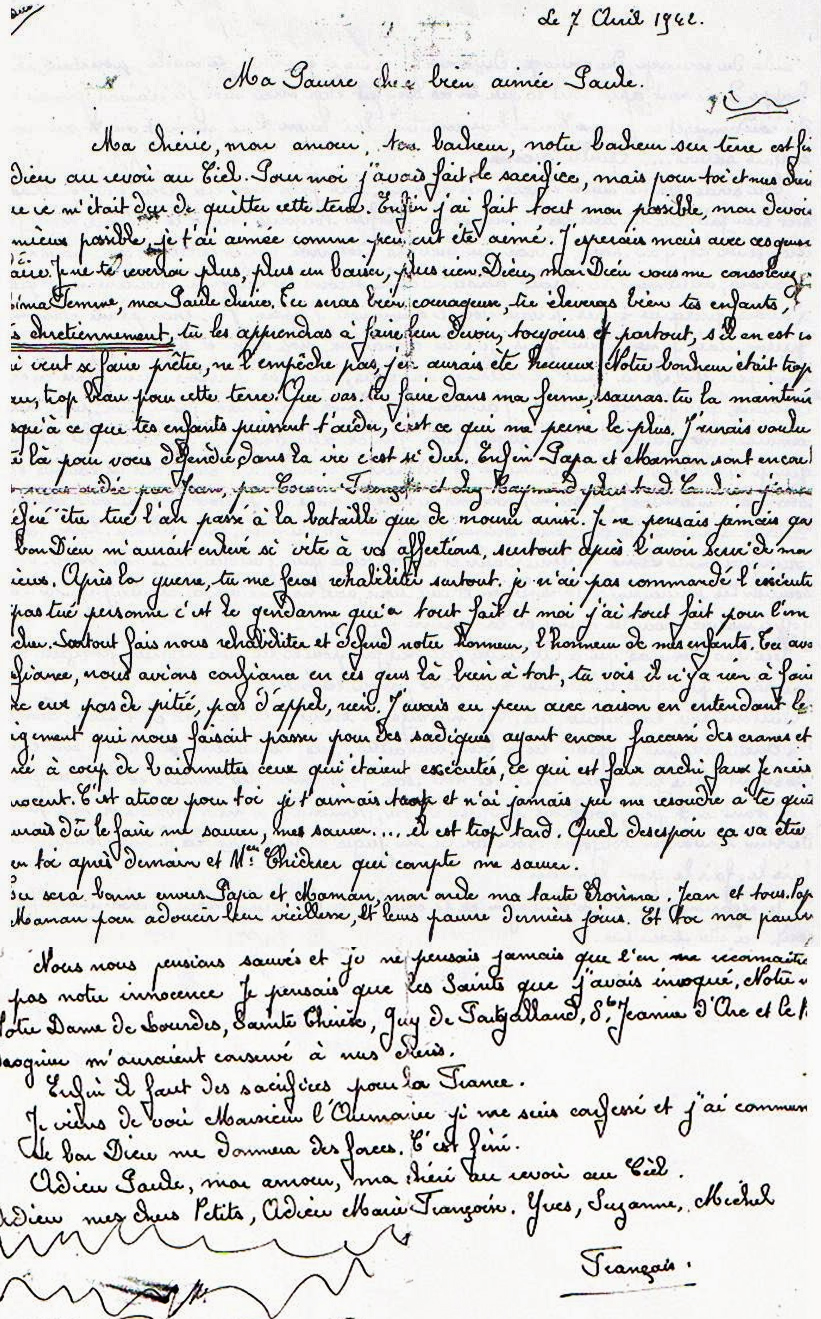
Lettre d'adieu adressée à son épouse le jour de sa mort.
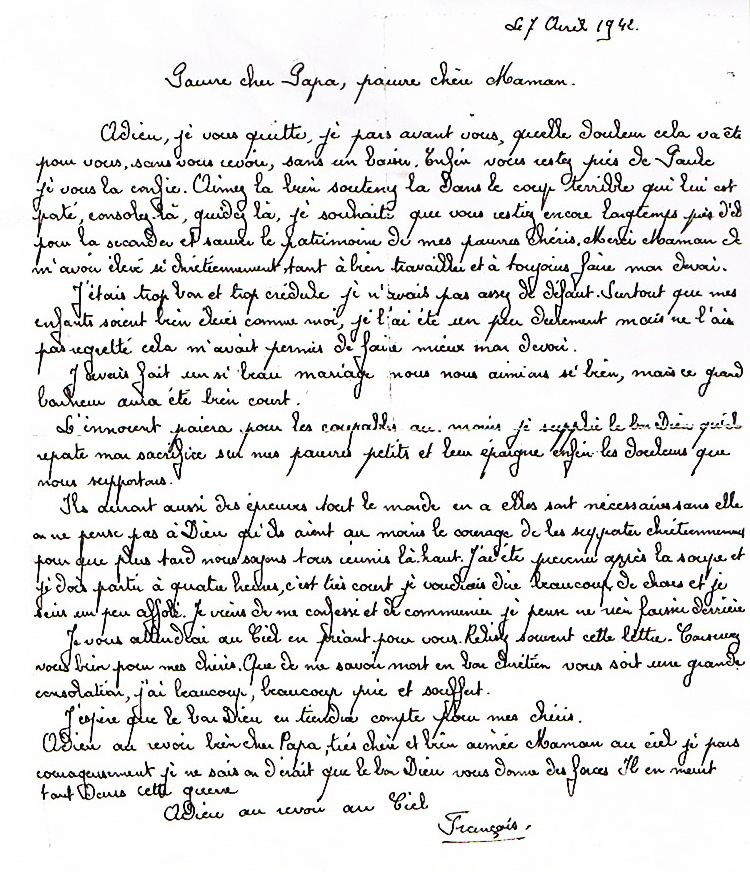
Lettre d'adieu adressée à ses parents.

## Reconnaissances
- Son nom figure sur la cloche commémorative du Mont Valérien
- Mort pour la France